# R4200
R4200はMIPS III命令セットアーキテクチャ (ISA) を実装したマイクロプロセッサ。ミップス・テクノロジーズ (MTI) が設計し、NECがライセンス提供を受けてVR4200として製造・販売した。開発中のコード名はVRX。1993年に80MHz版VR4200を発表。1994年には100MHz版も登場した。低消費電力のWindows NTマシン向け（ノート型など）をターゲットとして開発された。MTIは整数演算性能でi486のハイエンドを凌駕しており、初期のPentiumの80%の性能だとしていた。実際にはパーソナルコンピュータには使われず（NECのEWS4800のノート型で使われたのみ）、組み込みシステムをターゲットに設定し直した。このため、R4600と競合することになった。

## 概要
R4200は、5段の古典的な命令パイプラインを採用している。特筆すべき特徴として、浮動小数点数の演算において仮数部の計算を整数用の演算機構で行っている点が挙げられる。指数部は別の演算機構で処理される。こうすることでトランジスタ数を減らし、コスト、チップサイズ、消費電力を削減している。しかしそのせいで浮動小数点演算性能が低くなっているが、R4200が想定する用途では高い浮動小数点演算性能を求められなかった。
R4200は、16KBの命令キャッシュと8KBのデータキャッシュを内蔵している。どちらもダイレクトマップ方式である。命令キャッシュのラインサイズは32バイトで、データキャッシュのラインサイズは16バイトとなっている。データキャッシュはライトバック方式を採用。
TLBはデータ用と命令用に分かれていて、データ用は32エントリ、命令用は4エントリとなっている。物理アドレスは33ビット幅をサポート。システムバスは64ビット幅で、プロセッサの内部周波数の半分の周波数で駆動される。
130万個のトランジスタを 81 mm2 のチップに集積している。NECは0.6μmのCMOSプロセスで製造した。パッケージとしては179ピンのCPGAがあり、R4000/R4400やR4600とピン互換になっている。他に208ピンのPQFPもある。電源電圧は3.3V、80MHzでの消費電力は平均で1.8W、最大で2Wである。

## R4300i
R4200の派生でMTIが組み込み用途に設計したR4300iは、1995年4月17日に発表された。NECと東芝にライセンス提供され、それぞれVR4300とTX4300として販売された。100MHz版と133MHz版がある。NECの製造したVR4300は若干修正を加えてゲーム機のNINTENDO 64で採用された。このためMTIとNECは多大な収益を得て、1997年のRISCチップ市場（32/64ビット）でMIPSアーキテクチャが首位に躍り出た。
R4300iではR4200に比べて整数乗算器が改良されており、システムバスはコスト削減のため32ビット幅になっている。チップサイズは 45 mm2 で、0.35μmプロセスで製造された。パッケージは120ピンPQFP。電源電圧は3.3Vで、消費電力は100MHzで1.8W、133MHzで2.2Wである。
NECはVR4300の派生品として、VR4305とVR4310を1998年1月20日に発表した。VR4310は100MHz、133MHz、167MHzで動作し、0.25μmプロセスで製造され、120ピンPQFPでパッケージされた。